# Mona Chalmers Watson
Mona Chalmers Watson, pseudonimo di Alexandra Mary Chalmers Watson, nata Alexandra Mary Campbell Geddes (CBE; India, 31 maggio 1872 – Rolvenden (Frensham), 7 agosto 1936), è stata un medico e nutrizionista britannica e capo del Women's Army Auxiliary Corps (Corpo Ausiliario dell'Esercito Femminile).
Prima donna a ricevere un MD (Dottore in Medicina) presso l'Università di Edimburgo, ha contribuito a fondare l'ospedale per le donne di Elsie Inglis, è stata la prima presidente della Edimburgo Women's Citizen Association, un medico dello staff e successivamente medico senior presso l'ospedale di Edimburgo e il dispensario per le donne e Bambini (Bruntsfield Hospital) e ha redatto l'Enciclopedia Medica con suo marito, Douglas Chalmers Watson. Al momento della sua morte nel 1936, era presidente della Medical Women's Federation, eletta nel maggio 1935.

## Primi anni di vita ed educazione
Alexandra Mary Campbell Geddes nacque in India il 31 maggio 1872, figlia di Auckland Campbell Geddes (1831-1908), ingegnere civile, e Christina Helen MacLeod Geddes (née Anderson; 1850-1914). Era la maggiore di cinque bambini nella famiglia Geddes; tra i suoi fratelli c'erano Eric Geddes e Auckland Geddes, I° Barone Geddes. Dal 1888 al 1890 fu educata alla St Leonard's School di Saint Andrews, in Scozia. Quando rivolse la sua attenzione allo studio della medicina, fu l'ultimo di un lungo interesse familiare per la professione: sua madre aveva sostenuto Christian Guthrie Wright e Louisa Stevenson nella fondazione della scuola di cucina ed economia domestica di Edimburgo (in seguito Queen Margaret University) e fu una delle prime attiviste a favore della causa dell'educazione medica per le donne. Tramite sua madre rivendicò anche la parentela con Elizabeth Garrett Anderson, la prima donna a qualificarsi come medico in Inghilterra e la sua zia materna, Mary Marshall (née Anderson) era stata una delle prime donne ammesse a studiare medicina insieme a Sophia Jex-Blake all'Università di Edimburgo nel 1871, qualificandosi in seguito a Parigi.
In questo periodo storico le donne che studiavano medicina rischiavano l'isolamento sociale, le "occhiate sprezzanti" e i "commenti beffardi".
Iniziò la sua educazione medica nel 1891 all'Edinburgh College of Medicine for Women, che era stato istituito da Elsie Inglis, in seguito una nota suffragetta e suo padre John Inglis. Si laureò MB CM (Laurea in Medicina, Laurea in Chirurgia), presso l'Università di Edimburgo nel 1896.

## Carriera
Dopo la laurea trascorse un anno a Londra, lavorando come medico presso la Maternity District Association di Plaistow. Ha anche trascorso sei mesi a lavorare nelle case del dott. Barnardo nel Kent.
La sua esperienza, lavorando al Plaistow, dove il suo record consisteva in oltre 1000 confinamenti con un tasso di mortalità di poco più dell'1 per 1000, fu l'oggetto della sua tesi di MD quando tornò a Edimburgo l'anno successivo. Ottenne il suo MD il 30 luglio 1898 dal Medical College dell'Università di Edimburgo, la prima donna a farlo. La collega ex-alunna dell'Università di Edimburgo Jessie MacLaren MacGregor non ricevette il suo MD fino al 1899.
Lo stesso giorno in cui riceveva il suo M.D., Mona Geddes diventò la dott.ssa Mona Chalmers Watson, sposando il dott. Douglas Chalmers Watson quel pomeriggio; aveva ritardato il matrimonio fino a quando non avesse potuto scrivere MD dopo il suo nome. Ebbero due figli, Rupert e Irvine. Dopo il loro matrimonio, entrambi i Chalmers Watsons organizzarono uno studio privato insieme, a Edimburgo al n. 11 di Walker St, che condivisero fino al 1914.
I Chalmers Watsons hanno curato l'Enciclopedia Medica, un'opera di 15 volumi, la cui prima edizione è apparsa nel 1900. Oltre ad aiutare a modificare l'Enciclopedia, aveva contribuito con un articolo sull'alimentazione degli invalidi. Ha pubblicato altri due libri con suo marito, Food and Feeding in Health and Disease (Cibo e alimentazione in salute e malattia) (1910) e The Book of Diet (Il libro della dieta) (1913). Mentre la coppia svolgeva il proprio studio, lei lavorò anche all'ospedale di Edimburgo e al dispensario per donne e bambini, che in seguito divenne il Bruntsfield Hospital. Era stata nominata dallo staff medico nel 1900, diventando infine medico senior.
Mona era una sostenitrice delle suffragette e curò le prigioniere tra le suffragette quando furono liberate dello sciopero della fame e dell'alimentazione forzata nella Prigione di Perth.

### Women's Army Auxiliary Corps

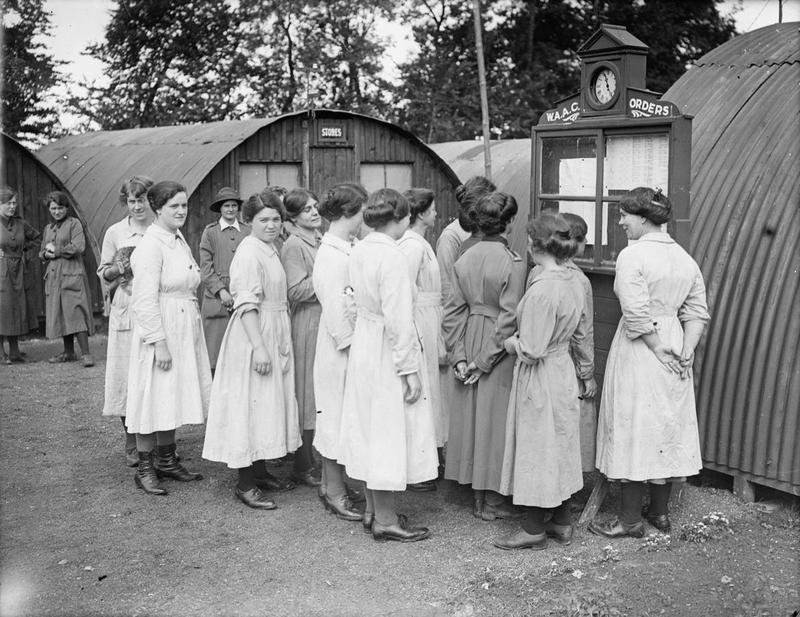
La Women's Army Auxiliary Corps in Francia durante la prima guerra mondiale.

Dall'inizio della prima guerra mondiale le donne in Scozia in genere lavoravano nelle industrie infermieristiche o delle munizioni, gestendo occasionalmente ospedali di campo e mense per la truppa o la guida di ambulanze con il First Aid Nursing Yeomanry, che fu istituito nel 1907. Nel 1916 La Chalmers Watson sostenne la causa per la creazione di un corpo di donne volontarie che avrebbero potuto assumere ulteriori compiti ausiliari e non di combattimento. In quel momento suo fratello, il generale di brigata Sir Auckland Geddes, era il direttore del reclutamento presso l'ufficio della guerra e fece in modo che lei incontrasse Sir Nevil Macready, l'aiuto generale, il 26 gennaio 1917 per avviare la sua proposta per la formazione del corpo. Il 7 luglio 1917 fu istituito formalmente il Women's Army Auxiliary Corps (WAAC). MacReady aveva richiesto che fosse lei il suo primo capo controllore e alto ufficiale alcuni mesi prima, nel febbraio 1917. Fu nominata ad un grado pari a un generale di brigata e retribuita con uno stipendio annuale di £ 500. Il quartier generale dell'organizzazione era Devonshire House, Piccadilly, Londra. Pubblicò un opuscolo di reclutamento richiedendo "ogni donna forte e attiva non impiegata nel lavoro di importanza nazionale" per fare volontariato. Selezionando come suo vice Helen Gwynne-Vaughan, la Chalmers Watson mise insieme un corpo di 40.850 donne, di cui circa 17.000 servirono all'estero (anche se mai più di 8.777 alla volta).
Considerò la creazione del WAAC come "un anticipo del movimento femminile e ... un progresso nazionale" e osservò che per la prima volta "le donne [avevano] una parte diretta e ufficialmente riconosciuta nel compito dei nostri eserciti a a casa e all'estero." In un opuscolo di reclutamento scrisse: "questa è la grande opportunità per ogni donna forte, sana e attiva non già impiegata nel lavoro di importanza nazionale per offrire i suoi servizi al suo paese". Sebbene avesse dovuto dimettersi da capo controllore del WAAC nel 1918 quando uno dei suoi figli si ammalò dopo un'appendicectomia, i suoi sforzi avevano già fissato un precedente che sarebbe stato seguito, e si espanse, durante la seconda guerra mondiale, gettando la fondazione dell'Auxiliary Territorial Service, che divenne il Women's Royal Army Corps nel 1949.
Il suo lavoro organizzativo al WAAC fu riconosciuto dal premio di (uno dei primi) CBE nel 1917 e il Ladies' Pictorial il 20 febbraio 1918 disse che aveva "fatto la sua parte nobilmente".
Il ritratto della Chalmers Watson era compreso nel National War Museum di Londra (ora Imperial War Museum), al momento della sua morte.

### Politica

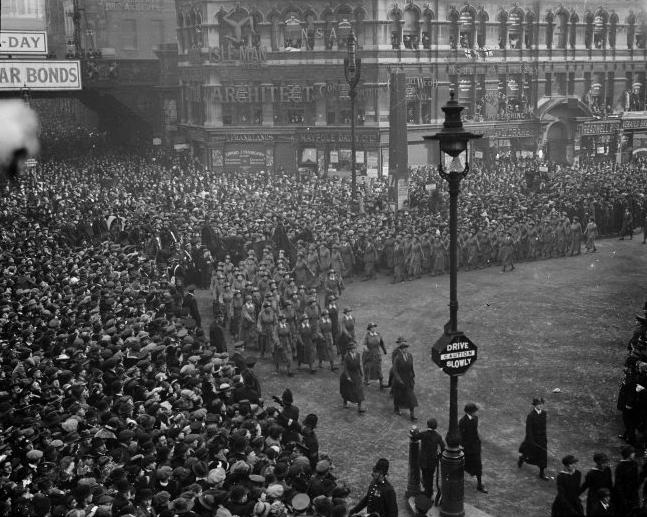
Membri della WAAC durante una manifestazione a Londra nel 1918.

Alexandra era una nota suffragetta e, sebbene il suo coinvolgimento non includesse le azioni militanti di alcuni dei suoi coetanei, il suo sostegno non fu passivo, mentre durante l'istituzione della WAAC si era concentrata sull'uguaglianza nel miglioramento dei livelli di retribuzione offerti alle donne che sostituiscono i posti di lavoro degli uomini. Era cugina del medico suffragetta, Louisa Garrett Anderson e, mentre era a Londra, era una seguace di Millicent Fawcett, e poi lei stessa prestò servizio come dottore per le suffragette prigioniere a Perth, che avevano fatto lo sciopero della fame ed alimentate forzatamente. Molti leader e finanziatori chiave dei servizi ospedalieri femminili durante la prima guerra mondiale provenivano da team medici e infermieristici che erano stati attivi nel movimento britannico a favore del suffragio con oltre 538 dottoresse a sostegno del diritto di voto e solo 15 contrarie. Più tardi nella sua vita mise da parte la politica quando lavorò per migliorare l'assistenza sanitaria in Scozia, con l'anti-suffragista Kitty Murray, che divenne una deputata conservatrice.
Era anche direttrice della Time and Tide Publishing Company.
Quando il Representation of the People Act del 1918 diede il voto a 8,4 milioni di donne, lei divenne il primo presidente dell'Edinburgh Women Citizens' Association, che sosteneva fortemente di continuare a migliorare la portata del suffragio femminile, attraverso 'estese attività di lobbying, campagne e lavoro educativo e una notevole ampiezza di interessi, comprese direttamente le questioni di “uguaglianza” come la rappresentanza delle donne nel governo locale e centrale, l’estensione del diritto di voto alle donne alle stesse condizioni degli uomini”.
Fu anche strettamente impegnata nell'istituzione del Women's United Services Club nei Giardini di Drumsheugh, Edimburgo e, al momento della sua morte nel 1936, era la sua presidente. Era stata una dei fondatori del Child Assault Protest Committee (1920).
Nel necrologio di The Scotsman, pubblicato l'8 agosto 1936, si diceva che la risposta alla sua morte fosse una 'reazione sbalordita' caratterizzata dall'inevitabile pensiero: cosa faranno tutte le organizzazioni femminili di Edimburgo senza di lei?' Società, ospedali, Queen's Nurses Boards sono stati sostenuti dal suo sostegno e ispirati dalla sua energia pratica.' Era stata coinvolta nella Queen Mary Nursing Home e nella fondazione dell'Elsie Inglis Hospital for Women, nonché della Patriotic Emergency Food League e del Women's Emergency Corps., quest'ultimo come segretaria onoraria.

### Carriera successiva
Nella sua carriera successiva, la Chalmers Watson divenne membro del comitato consultivo sulla nutrizione e fu un membro esperto dei consigli consultivi dello Scottish Board of Health per tutti gli anni '20. Era anche membro del Comitato permanente per le scienze della salute scozzese, essendo stata nominata dal Dipartimento della Salute per la Scozia nel 1933. Il rapporto Cathcart emesso dalla commissione per i servizi sanitari scozzesi è stato visto come un modello per i servizi medici britannici del dopoguerra e ha contribuito a gettare le basi per sistema sanitario scozzese unitario.
Nel giugno del 1935 fu nominata membro del Comitato consultivo per la dieta dal Ministro della Salute e dal Segretario di Stato per la Scozia. Lo scopo di questo comitato è stato descritto come "per indagare sui fatti, quantitativi e qualitativi, in relazione alla dieta delle persone e riferire su qualsiasi cambiamento in essa che sembrassero desiderabili alla luce dei moderni progressi nella conoscenza della nutrizione." Il suo desiderio politico di promuovere la causa delle donne in medicina la vide assumere una serie di posizioni di rilievo verso la fine della sua vita e fu presidente sia della Scottish Women's Medical Association che della British Women's Medical Federation, eletta a quest'ultimo incarico alcuni mesi prima della sua morte.
Ripensando alla sua carriera, si dice che abbia ritenuto che fosse "un onore aver vissuto tempi così grandi per le donne e sapere che la generazione dopo di noi non avrà la stessa lotta per la libertà".

### Fenton Barns
Nel 1923, lei e suo marito ereditarono la fattoria Fenton Barns a North Berwick, East Lothian, dove iniziarono ad allevare una mandria di bovini testati per la tubercolina. Alla fine, fondarono un caseificio modello responsabile della produzione di latte certificato. L'azienda agricola divenne famosa in tutta Europa per i suoi esperimenti pionieristici focalizzati specificamente sul miglioramento della qualità del latte e sulla produzione e distribuzione di latte certificato per un'alimentazione più sicura dei bambini; questi includevano questioni riguardanti l'irradiazione del latte, la sua alimentazione ai neonati prematuri, e la produzione di latte con una cagliata più digeribile.

## Morte ed eredità
La Chalmers Watson morì a casa di suo fratello, Sir Auckland Geddes, a Frensham, Rolvenden, Kent, il 7 agosto 1936; era rimasta con suo fratello per riprendersi da una malattia con cui si stava combattendo da un po' di tempo.

Alcuni mesi dopo la sua morte, l'assenza di qualsiasi commemorazione relativa alla sua scomparsa fu commentata in una lettera a The Scotsman da un certo signor T.M. Chapman, che chiese:
Tre anni dopo questa svista fu in una certa misura corretta quando il co-controllore capo della Chalmers Watson presso il WAAC, Dame Helen Gwynne-Vaughan, aprì formalmente un passaggio all'Elsie Inglis Memorial Maternity Hospital per commemorare la vita e i servizi della Chalmers Watson alla medicina e al suo paese.
Un articolo d The Scotsman sulla cerimonia di apertura osservò che immediatamente dopo che il nastro era stato tagliato, la porta era stata "consacrata" dalla nascita di un bambino durante un allarme di bombardamento areo. L'articolo citava Gwynne-Vaughan dicendo: "Ai vecchi tempi, un nuovo edificio veniva consacrato dal nome di un essere umano che era quindi morto. Questo è stato consacrato ieri dalla nascita di un bambino!" I memoriali della Chalmers Watson sono registrati nell'archivio dei Memorials to Women in Scotland.